# 杉树镇
杉树镇，是中华人民共和国贵州省铜仁市印江土家族苗族自治县下辖的一个乡镇级行政单位。
2015年3月18日，贵州省人民政府批复同意印江县乡镇行政区划调整，新设置的杉树镇辖原杉树坳乡，镇人民政府驻杉树村。

## 行政区划
杉树镇下辖以下地区：
杉树村、联营村、群联村、永靖村、孟郊村、新村、新华村、顾家村、灯塔村、对马村、大坪村、杨家村、冉家村、大罗村、新宅村、黄土村和大寨村。